# (6633) 1986 TR4
(6633) 1986 TR4 là một tiểu hành tinh vành đai chính. Nó được phát hiện bởi Poul Jensen ở Brorfelde Observatory gần Holbæk, Denmark, ngày 11 tháng 10 năm 1986.